# Chrismukkah

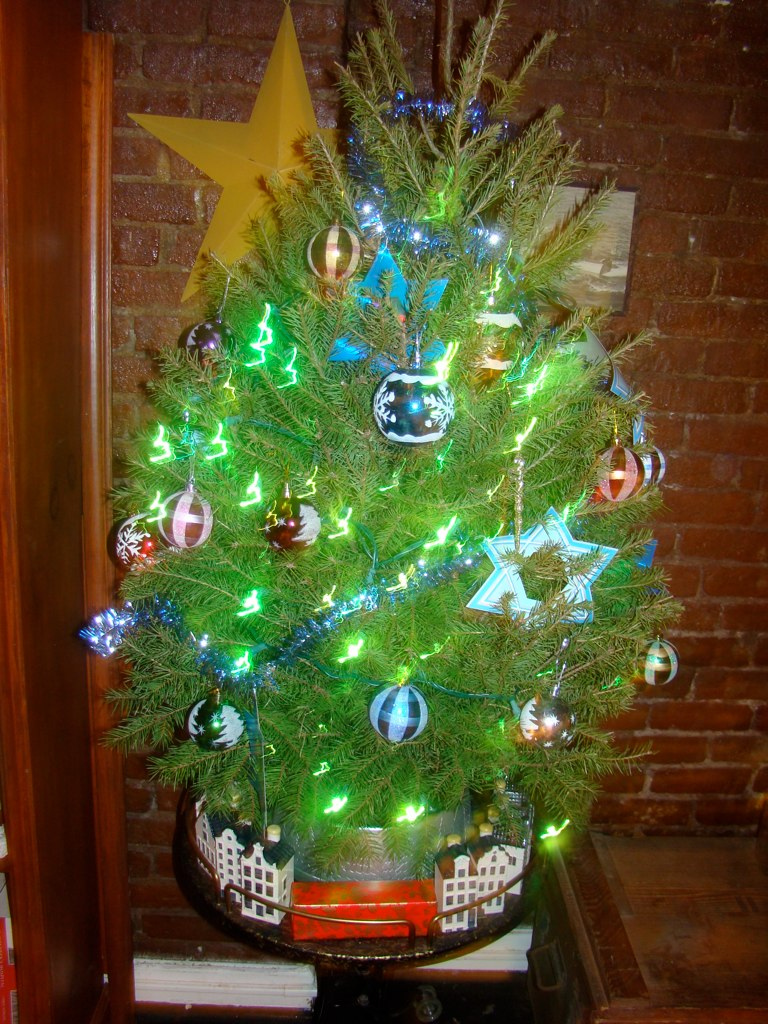
Um arbusto de Hanukkah que algumas famílias judias exibem em suas casas durante o Hanukkah e o Natal. Ao contrário de uma árvore de Natal, ela não teria nenhum enfeite com tema cristão e usaria a cor azul.

Chrismukkah é um neologismo da cultura pop que se refere à fusão dos feriados do Natal do Cristianismo e do Hanukkah do Judaísmo. Surgiu pela primeira vez nos países de língua alemã entre os judeus de classe média do século XIX. Após a Segunda Guerra Mundial, o Chrismukkah tornou-se particularmente popular nos Estados Unidos, mas também é celebrado em outros países.
O termo foi popularizado a partir de dezembro de 2003 pelo drama de TV The OC, em que o personagem Seth Cohen cria o feriado para significar sua criação em uma família inter-religiosa com um pai judeu e uma mãe protestante. O feriado também pode ser adotado por famílias totalmente judaicas que celebram o Natal como um feriado secular.

## História
A proximidade do início do festival de Hanukkah em 25 de Kislev (final de novembro/dezembro) com o Natal levou ao chamado "dilema de dezembro" para famílias judias que viviam em sociedades predominantemente cristãs. A história de uma fusão informal entre Hanukkah e Natal remonta ao século 19 na Alemanha e na Áustria. Em alemão é chamado de Weihnukka, uma combinação das palavras "Weihnachten" (Natal) e "Hanukkah".
No século XIX, o Natal havia se firmado nos países de língua alemã como uma festa em que, além do significado espiritual, valores como família e caridade estavam em primeiro plano. Os costumes natalinos, como a árvore de Natal, as decorações de Natal, os presentes ou a ceia de Natal, eram percebidos mais como uma tradição sazonal do que estritamente cristã. A proximidade do início do festival de Hanukkah com o Natal e a adoção de várias tradições, como uma árvore decorada ou presentes, levou a uma mistura de tradições que foram referidas como Weihnukka na época. As famílias judias modernas, em particular, adotaram elementos da tradição natalina no festival de Hanukkah. Por exemplo, presentes ou dinheiro de Hanukkah tornaram-se comuns no século XIX. Muitas famílias da burguesia judaico-alemã assimilada celebraram o Natal diretamente como um festival de inverno puramente secular. A primeira árvore de Natal historicamente documentada foi erguida em Viena em 1814 pela socialite judia Fanny von Arnstein, que trouxe esse costume de Berlim. O fundador do sionismo Theodor Herzl também comemorou o Natal ou pelo menos permitiu que uma árvore fosse montada em sua casa para seus filhos e sugeriu o nome "Árvore de Hanukkah". Elementos comuns desta festa secular de Natal e sua influência no festival de Hanukkah entre os judeus eram uma árvore de Hanukkah ou um arbusto de Hanukkah como contrapartida da árvore de Natal, o Hanukkah Man, que, como contrapartida do Papai Noel, trazia os presentes para as crianças, ou o calendário de Hanukkah com oito abas.
Após a Shoah e a quase extinção associada da vida judaica na Europa central, a vida cultural mudou cada vez mais para os Estados Unidos. Lá tornou-se comum celebrar ambos os festivais devido aos casamentos inter-religiosos entre judeus e cristãos e ao desejo associado de ambos os parceiros de manter seus respectivos festivais e costumes. O chamado “dilema de dezembro” surgiu nas famílias judias, nomeadamente o desejo de acrescentar algo semelhante à festa popular do Natal com as suas tradições, celebrações e presentes. Os presentes para o festival de Hanukkah em particular foram para realçar este festival e contrastar o Natal com algo de igual valor emocional.

## Chrismukkah na mídia
Na década de 1990, a popular sitcom Friends frequentemente retratava os personagens judeus Rachel, Ross e Monica comemorando o Natal com seus amigos cristãos, significando muitos lares judeus americanos contemporâneos que celebram o Natal no sentido estritamente secular.
Chrismukkah foi assim nomeado pela primeira vez e apresentado com destaque no programa de televisão da FOX, The OC (2003–2007). O criador do programa, Josh Schwartz, usou o feriado (que os escritores quase chamaram de "Hanimas") para retratar, ele disse mais tarde,
Minha experiência como um garoto judeu da Costa Leste vindo para a USC, e sendo cercado por todos esses garotos de Newport Beach que eram jogadores de pólo aquático, e essas garotas muito loiras que só queriam namorá-los. Eu me senti muito como um estranho. Até mesmo tentar falar sobre Hanukkah com alguns deles era como vir de um planeta alienígena e falar sobre a vida lá. O programa é realmente sobre estranhos: Ryan era o estranho mais óbvio, assim como Seth. A ideia de uma família mista [meio judia, meio cristã] em Newport também contribuiria para o status de família de estranhos de Cohen. Essa parte de sua identidade sempre foi muito importante. Seth cunhou um feriado que celebraria e enfatizaria seu status de forasteiro em Newport. Isso nos levou a Chrismukkah.
Em The OC, como forma de fundir as duas religiões de seus pais, Seth Cohen afirma ter "criado o maior superferiado conhecido pela humanidade" quando tinha seis anos de idade. A série incluía episódios anuais de Chrismukkah para cada temporada de sua execução. Detalhes de quando exatamente o feriado foi celebrado não foram fornecidos; Seth simplesmente disse no episódio de Chrismukkah da primeira temporada que foram "oito dias de presentes, seguidos por um dia de muitos presentes", com ênfase na palavra "muitos" (isso foi repetido no episódio de Chrismukkah da segunda temporada pelo novo irmão de Seth Ryan, com um "muitos" adicionado). As únicas referências de como foi comemorado, além da família exibindo uma árvore de Natal e uma menorá de Hanukkah, foi que os Cohens passaram o dia de Natal em casa comendo comida chinesa e assistindo a filmes como It's a Wonderful Life e Fiddler on the Roof em TV (ao contrário de sair para comer comida chinesa e ver um filme, como muitos judeus americanos fazem há anos). Chrismukkah mais tarde recebeu menção na série de televisão Grey's Anatomy.
Em 2004, Chrismukkah.com foi lançado por Ron e Michelle Gompertz, um casal judeu-cristão em Bozeman, Montana. O site deles pegou o Chrismukkah de The OC fictício e o trouxe à realidade, vendendo cartões humorísticos de Chrismukkah e divulgando detalhada mitologia sobre o feriado fictício. O site Chrismukkah.com foi amplamente creditado por popularizar Chrismukkah para um público que não assiste à televisão. Chrismukkah.com gerou polêmica no outono de 2004, quando a Liga Católica de Nova York emitiu um comunicado à imprensa nacional se opondo a Chrismukkah. Além disso, a Liga Católica e o Conselho de Rabinos de Nova York, em uma declaração conjunta, condenaram Chrismukkah como "insulto" para judeus e cristãos.
Em dezembro de 2004, Chrismukkah foi listado na revista Time como uma das palavras da moda do ano. Também foi relatado em um jornal escocês que Chrismukkah havia sido adicionado ao dicionário oficial "Chambers". Em 2005, o fundador do Chrismukkah.com, Ron Gompertz, escreveu um livro humorístico de receitas de Chrismukkah chamado Chrismukkah! O livro de receitas de férias Merry Mish-Mash. O livro seguinte de Gompertz, intitulado Chrismukkah - Everything You Need to Know to Celebrate the Hybrid Holiday (publicado por Stewart, Tabori e Chang) foi lançado em outubro de 2006. Um livro rival de Gersh Kuntzman, Chrismukkah: The Official Guide to the World's Best-Loved Holiday (Sasquatch Press), saiu na mesma época. Em "A Kosher Christmas: 'Tis the Season to Be Jewish", (Rutgers University Press, 2013), o autor rabino Joshua Eli Plaut, Ph.D discute o Chrismukkah e a criação do Festivus e outros feriados híbridos entre os judeus na América em dezembro. Em 2006, o USA Today descreveu Chrismukkah como "[o] mais novo feriado falso que as empresas estão usando para ganhar dinheiro nesta temporada". Chrismukkah também é celebrado como um feriado alternativo e irônico, muito parecido com o "Festivus" derivado de Seinfeld.
O Museu Judaico de Berlim realizou uma exposição especial sobre Weihnukka em 2005.

## Coocorrência
Em 2005, o pôr do sol de 25 de dezembro coincidiu com 25 de Kislev, a primeira noite de Hanukkah, tornando o dia de Natal e o início de Hanukkah no mesmo dia. Isso não acontecerá novamente até 2024. Em 2016, o pôr do sol de 24 de dezembro coincidiu com 25 de Kislev, o primeiro dia de Hanukkah, tornando a véspera de Natal e o início de Hanukkah no mesmo dia. Isso não acontecerá novamente até 2027.